# Mästarnas mästare 2025
Den 17:e säsongen av TV-programmet Mästarnas mästare sänds i Sveriges Television mellan den 9 mars och 11 maj 2025 med Micke Leijnegard som programledare. Denna säsong spelades in i Costa Brava-området i trakterna kring staden Girona i Spanien under september 2024. Likt den föregående säsongen är även denna säsong utan gruppspel inför slutspelet, vilket bekräftades när deltagarlistans nio mästare presenterades den 5 september 2024.
Upplägget för säsongen liknar den föregående säsongen, vilket innebär att deltagarna möts i olika grenar som ger poäng baserat på hur de placerar sig i tävlingarna. I likhet med säsongen innan gäller det att inte vara bland de tre sista deltagarna när en veckas tävlingar är över för är man det hamnar man i ett kval där en deltagare sedan hamnar i Nattduellen. Även i denna säsong är Nattduellen direkt avgörande, vilket innebär att åker man ut i duellen så kan man inte kvala sig tillbaka in i tävlingen.

## Deltagare
I samband med att inspelningarna påbörjades meddelades en förändring då den före detta freestyleåkaren Emma Dahlström, som stod med på startlistan, inte längre skulle komma att delta i säsongen till följd av sjukdom som infallit strax innan inspelningarna startade. På grund av den korta tidsramen ersattes inte platsen utan säsongen fick åtta istället för nio deltagare.
| Namn             | Sport       |
| ---------------- | ----------- |
| Charlotte Kalla  | Skidor      |
| Johan Elmander   | Fotboll     |
| Kalis Loyd       | Basket      |
| Marcus Nilsson   | Volleyboll  |
| Markus Oscarsson | Kanot       |
| Nilla Fischer    | Fotboll     |
| Thomas Heiderup  | Kickboxning |
| Tobias Karlsson  | Handboll    |

## Nattduellen
I Nattduellen avgörs vilken deltagare som varje vecka skulle lämna tävlingen. Nattduellen bestod av fem lysande stavar på ett bord. När en av stavarna slocknade skulle man ta den och den som tog staven först vann och fick stanna kvar i tävlingen. Tävlingen kördes i tre omgångar, där den person som först vunnit två omgångar hade vunnit nattduellen. För att armarna skulle vara på lika långt avstånd från stavarna tvingades de tävlande hålla i två stycken kättingar, som satt fast i marken. Tappade någon av de tävlande kättingen innan staven slocknade gick segern i den omgången till motståndaren.
| Avsnitt | Datum (2025) | Nattduell mellan                    | Vinnare omgång 1 | Vinnare omgång 2 | Vinnare omgång 3 | Utslagen         |
| ------- | ------------ | ----------------------------------- | ---------------- | ---------------- | ---------------- | ---------------- |
| 1       | 9 mars       | —                                   | —                | —                | —                | —                |
| 2       | 16 mars      | —                                   | —                | —                | —                | —                |
| 3       | 23 mars      | Nilla Fischer och Thomas Heiderup   | Nilla Fischer    | Nilla Fischer    | —                | Thomas Heiderup  |
| 4       | 30 mars      | —                                   | —                | —                | —                | —                |
| 5       | 6 april      | Markus Oscarsson och Marcus Nilsson | Marcus Nilsson   | Marcus Nilsson   | —                | Markus Oscarsson |
| 6       | 13 april     | —                                   | —                | —                | —                | —                |
| 7       | 20 april     | —                                   | —                | —                | —                | —                |
| 8       | 27 april     | Marcus Nilsson och Charlotte Kalla  | Marcus Nilsson   | Marcus Nilsson   | —                | Charlotte Kalla  |
| 9       | 4 maj        | Tobias Karlsson och Marcus Nilsson  | Marcus Nilsson   | Marcus Nilsson   | —                | Tobias Karlsson  |
| 10      | 11 maj       | —                                   | —                | —                | —                | —                |

### Kval till Nattduellen
Kvalet till Nattduellen avgjordes mellan de tre deltagare som samlat ihop lägst antal poäng efter avsnittets samtliga tävlingar. I kval 1–7 gällde det att den som förlorade ett kval hamnade automatiskt i Nattduellen. I det åttonde och sista kvalet gällde istället att de som inte förlorade kvalet gick direkt till final medan den som kom sist hamnade i Nattduellen. Kvalet bestod av en av tre grenar: Tranan, Repbanan eller Medicinboll; dock valdes aldrig Tranan.

#### Kval 1
| Deltagare      | Gren     |
| -------------- | -------- |
| Johan Elmander | Repbanan |
| Kalis Loyd     | Repbanan |
| Nilla Fischer  | Repbanan |

#### Kval 2
| Deltagare       | Gren        |
| --------------- | ----------- |
| Kalis Loyd      | Medicinboll |
| Marcus Nilsson  | Medicinboll |
| Thomas Heiderup | Medicinboll |

#### Kval 3
| Deltagare        | Gren        |
| ---------------- | ----------- |
| Nilla Fischer    | Medicinboll |
| Marcus Nilsson   | Medicinboll |
| Markus Oscarsson | Medicinboll |

#### Kval 4
| Deltagare      | Gren     |
| -------------- | -------- |
| Johan Elmander | Repbanan |
| Nilla Fischer  | Repbanan |
| Marcus Nilsson | Repbanan |

#### Kval 5
| Deltagare       | Gren     |
| --------------- | -------- |
| Nilla Fischer   | Repbanan |
| Tobias Karlsson | Repbanan |
| Marcus Nilsson  | Repbanan |

#### Kval 6
| Deltagare       | Gren     |
| --------------- | -------- |
| Johan Elmander  | Repbanan |
| Tobias Karlsson | Repbanan |
| Charlotte Kalla | Repbanan |

#### Kval 7
| Deltagare       | Gren        |
| --------------- | ----------- |
| Nilla Fischer   | Medicinboll |
| Kalis Loyd      | Medicinboll |
| Tobias Karlsson | Medicinboll |

#### Kval 8
| Deltagare      | Gren     |
| -------------- | -------- |
| Johan Elmander | Repbanan |
| Nilla Fischer  | Repbanan |
| Marcus Nilsson | Repbanan |

## Slutgiltig placering och utslagningsschema
Finalen avgjordes den 11 maj 2025 mellan Marcus Nilsson, Nilla Fischer, Johan Elmander och Kalis Loyd. Den första grenen vanns av Elmander, som därmed tog sig direkt till jaktstarten. Den andra grenen vanns av Fischer, som därmed tog sig till jaktstarten och undvek dominoduellen. Dominoduellen vanns av Nilsson, vilket betydde att Loyd blev utslagen ur Mästarnas mästare. Inför jaktstarten hade Elmander femton sekunders försprång mot tvåan, Fischer, som i sin tur fick femton sekunders försprång mot trean, Nilsson. Jaktstarten vanns av Fischer och tvåa kom Nilsson, vilket betydde att Elmander blev utslagen. I den avgörande finalen skulle de två kvarvarande deltagarna ha en balanstävling innan de skulle bygga en stege för att klättra över en större låda. Därefter skulle de dra upp ett Sisyfos-klot och memorera ett färgmemory. Slutligen skulle de skjuta med pilbåge mot en vägg med ballonger. Detta moment vanns av Nilsson, som därmed blev Mästarnas mästare 2025.
| Deltagare        | Plats | 1 | 2    | 3    | 4  | 5  | 6  | 7  | 8  | 9  | 10      |
| ---------------- | ----- | - | ---- | ---- | -- | -- | -- | -- | -- | -- | ------- |
| Marcus Nilsson   | 1     | 4 | 10   | 18   | 21 | 11 | 17 | 20 | 25 | 22 | Vinnare |
| Nilla Fischer    | 2     | 6 | 8    | 16   | 13 | 9  | 12 | 21 | 16 | 19 | Tvåa    |
| Johan Elmander   | 3     | 6 | 12   | 27   | 22 | 21 | 18 | 17 | 18 | 24 | Trea    |
| Kalis Loyd       | 4     | 7 | 4    | 19   | 23 | 24 | 18 | 20 | 17 | 32 | —       |
| Tobias Karlsson  | 5     | 9 | 14   | 20   | 27 | 28 | 17 | 12 | 16 | 20 |         |
| Charlotte Kalla  | 6     | 9 | 11,5 | 33,5 | 29 | 35 | 26 | 18 |    |    |         |
| Markus Oscarsson | 7     | 9 | 11,5 | 21,5 | 16 | 23 |    |    |    |    |         |
| Thomas Heiderup  | 8     | 6 | 9    | 16   |    |    |    |    |    |    |         |